# Пантеон (религија)
Пантеон је посебан скуп свих богова било које појединачне политеистичке религије, митологије или традиције.

## Значај
Ријеч пантеон поријеклом води од грчке ријечи πάνθεον, која дословно значи „храм посвећен свим боговима”, а која је настала од префикса πᾶν пан- „све” и θεός теос „бог”. Пантеон богова заједнички је елемент политеистичких друштава, а природа пантеона једног друштва може се сматрати одразом тог друштва:
Пантеон је преглед богова и богиња дате културе и одражава не само вриједности друштва већ и његов осјећај о себи. Пантеон у режији муњевитог аутократе могао би указивати на патријархат и врједновање ратничких вјештина. Пантеон на челу са богињом прамајке могао би да укаже на сеоско пољопривредно друштво. Суочити се с пантеоном Египћана значи суочити се са светоназором обиљеженим осјећајем смрти и васкрсења и пољопривредним значајем циклуса природе. Грчки пантеон је метафора за прагматичан поглед на живот који цијени умјетност, љепоту и моћ појединца, и који је донекле скептичан према људској природи
Неки од познатих историјских политеистичких пантеона укључују сумерске и египатске богове и потврђени пантеони из класичног доба који укључују старогрчку и римску религију. Посткласичне политеистичке религије укључују нордијског Осира и Ванира, јорупска ориша, астечке богове и многе друге. Данас се већина историјских политеистичких религија назива „митологија”.